# Eremurus wallii
Eremurus wallii är en grästrädsväxtart som beskrevs av Karl Heinz Rechinger. Eremurus wallii ingår i släktet Eremurus och familjen grästrädsväxter.
Artens utbredningsområde är Syrien. Inga underarter finns listade i Catalogue of Life.